# 白唇副鰻鯰
白唇副鰻鯰，為輻鰭魚綱鯰形目鰻鯰科的其中一種，分布於印度西太平洋區，包括新加坡、菲律賓、馬來西亞、印尼、巴布亞紐幾內亞、澳洲等海域及半鹹水域，體長可達134公分，為底棲性魚類，棲息在礁沙混合區，屬肉食性，夜間活動，以甲殼類、腹足類等為食，棘與前鰭，具有強大的毒液，可做為食用魚。